# Stigmella honshui
Stigmella honshui là một loài bướm đêm thuộc họ Nepticulidae. Nó là loài duy nhất được tìm thấy ở Honshu in Nhật Bản.
Ấu trùng ăn Malus pumila. Chúng ăn lá nơi chúng làm tổ.